# Llançacoets múltiple

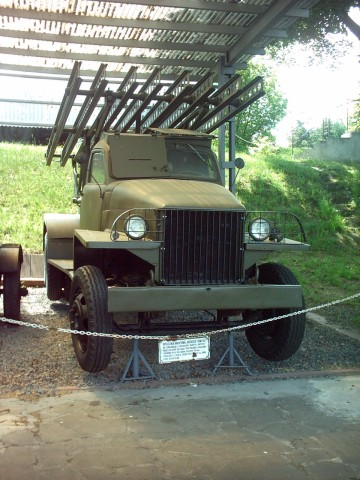
BM-13 Katiuixa

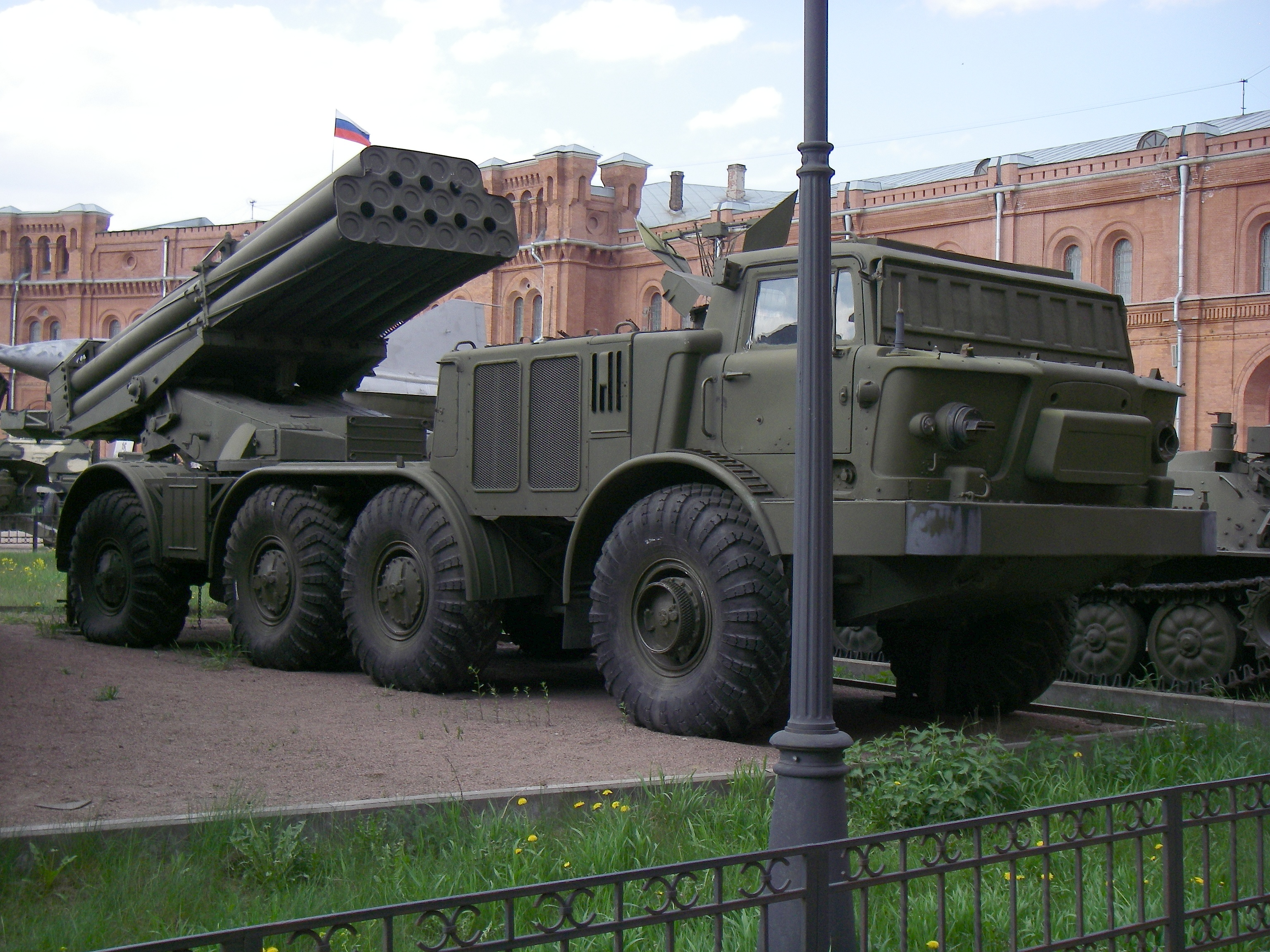
Launcher 9P140 of 220-mm múltiple rocket launching system 9K57 Uragan in Saint-Petersburg Artillery museum.

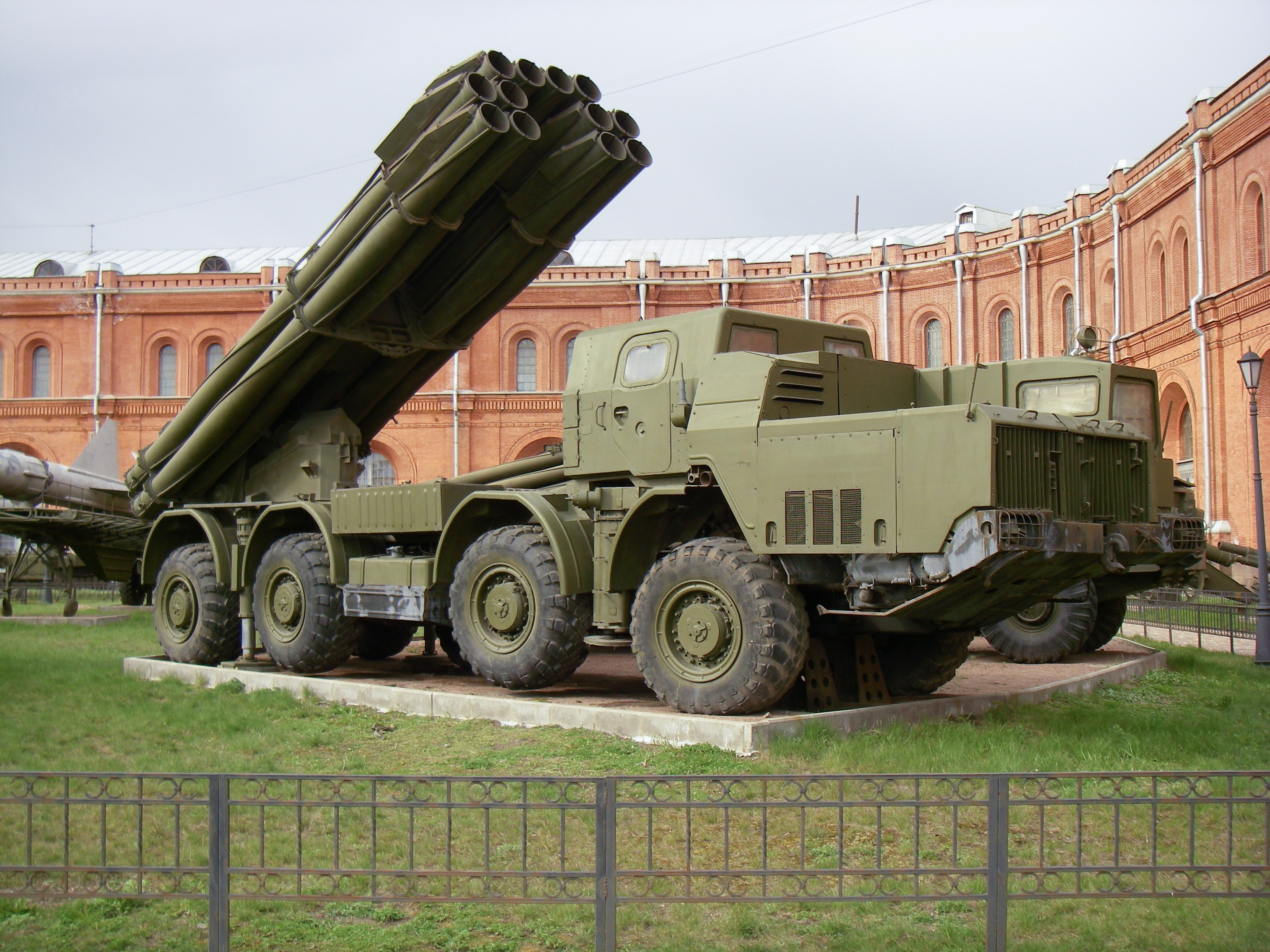
Launcher 9A52 of 300-mm múltiple rocket launching system 9K58 Smerch in Saint-Petersburg Artillery museum.

Un llançacoets múltiple (en anglès són coneguts per les sigles MRL, de multiple rocket launcher) és un tipus de sistema d'artilleria de coets no guiada. Igual que una altra artilleria de coet, els llançacoets múltiples té menys precisió i molta menys ràtio de foc que les bateries de canons d'artilleria tradicionals. No obstant això, en ser múltiples, tenen la capacitat de poder llançar simultàniament molts centenars de quilograms d'explosiu, amb un efecte devastador.
La primeres armes que van tenir alguna semblança a l'actual concepte de llançacoets múltiple va ser probablement el Hwacha coreà, creat al segle xv. Aquest consistia en petites bosses de pólvora unides a sagetes per propulsar-les com a coets. Algunes sagetes van ser més tard dissenyades per detonar i llançar pues de ferro.

## Exemples
- Alemanya- Nebelwerfer
- Argentina- SLAM Pampero MRL, SAPBA, TAM VCLC
- Brasil- Astres II MLRS
- R.P. de la Xina- WS-1, WS-2
- Croàcia- M96 Tajfun
- - RM-70 (en ús per diversos exèrcits)
- - Coet Rayo
- Espanya- Llançacoets múltiple Teruel
- Estats Units- M270 Multiple Launch Rocket System (MLRS)
- Índia- Pinaka
- Polònia- WR-40 Langusta
- Romania- LAROM
- Rússia- BM-21, BM-30, S-1
- Sud-àfrica- Valkiri
- Turquia- T-300, Roketsan T-122 and Roketsan TR-107[1]
- Rússia- BM-14, BM-21, BM-27,
- Iugoslàvia- M-87 Orkan, M-77 Oganj, M-63 Plamen
- Veneçuela- 9m723k1 és un Iskander modernitzat a Veneçuela l'any 2010.
- Corea del Nord BM-14